# Richard Alleyn
Pour les articles homonymes, voir Alleyn.
Richard Alleyn est un avocat et professeur né Trobolgan, en Irlande en juin 1835 et décédé à Rimouski le 16 août 1883.

## Biographie
Richard Alleyn arriva au Canada en 1838. Il fit ses études au Séminaire de Québec et à l'Université Laval à Québec. Il fut avocat de la couronne, professeur de droit criminel à l'Université Laval ainsi que juge à la Cour supérieure du district de Rimouski.